# آبيكو (تشيبا)
مدينة آبيكو (بالإنجليزية: Abiko)‏ هي إحدى المدن التابعة لولاية تشيبا. تأسست رسميًا في 01/07/1970. ويقدر عدد سكانها بـ 133533 نسمة حسب تقدير مكتب الإحصاء الياباني لعام 2012. تبلغ مساحة آبيكو 43.19 كم2. بكثافة سكانية تبلغ 3092 نسمة/كم2.

## أعلام
- تاكيهيرو هاياشي
- إيبيإي شينوزوكا
- ماكوتو كانيكو
- يوشيرو هاياشي
- إيزاو أوكي